# Letizia Moratti
Letizia Brichetto Arnaboldi veuve Moratti, née le 26 novembre 1949 à Milan, plus connue comme Letizia Moratti, est une femme politique et dirigeante d’entreprise italienne.

## Biographie
Diplômée de l’université de Milan, elle y travaille dans les années 1972-1973. Elle travaille par la suite dans plusieurs grands groupes de communication italiens et étrangers comme Syntek Capital.
Letizia Moratti est la première femme à accéder à la tête de la RAI (1994-1996). Elle devient ensuite ministre de l'Éducation et de l'Instruction dans les gouvernements Berlusconi II et III (2001-2006). Elle fait voter la loi Moratti, qui réforme fortement l'enseignement supérieur. Cette loi suscite des contestations dans le monde universitaire. Letizia Moratti, alors ministre de l'Éducation, avait signé en février 2004 un décret interdisant l'enseignement de l'évolution au collège. Il fut finalement retiré sur pression des scientifiques du pays dont le généticien Luigi Luca Cavalli-Sforza.
Candidate pour la coalition centre-droite, elle est élue maire de Milan en 2006 et restera en fonction jusqu’en 2011. Le 30 mai 2011, elle est battue au second tour de l'élection municipale de Milan face au candidat de gauche, Giuliano Pisapia, par 55,1 % des voix. Après sa défaite, elle indique dans un premier temps sa volonté de continuer à être conseillère municipale d'opposition. Toutefois, un an après sa défaite, elle démissionne de ces fonctions.
En 2021, elle est nommée vice-présidente de la région Lombardie. Elle occupe les fonctions de première vice-présidente de la région déléguée à la santé jusqu'en novembre 2022. Elle démissionne de sa vice-présidence dans le cadre de tension entre les différents partis de la coalition de centre-droit pour les prochaines élections régionales. Quelques jours plus tard, elle annonce sa candidature à la présidence de la région pour les élections de 2023. Les partis centristes Italia Viva et Azione annoncent soutenir Moratti,.
Elle a une longue carrière politique de centre droit, a adhéré au parti Peuple de la Liberté créé par Silvio Berlusconi puis n'a rejoint Forza Italia qu'en octobre 2023.
En 2024, elle se présente aux élections européennes sur la liste de Forza Italia et est élue députée européenne le 9 juin,.